# Ergavia obliterata
Ergavia obliterata är en fjärilsart som beskrevs av William Schaus 1901. Ergavia obliterata ingår i släktet Ergavia och familjen mätare. Inga underarter finns listade i Catalogue of Life.